# Michaił Jefriemow
Michaił Grigorjewicz Jefriemow, ros. Михаил Григорьевич Ефремов (ur. 27 lutego?/11 marca 1897 w Tarusie, zm. 19 kwietnia 1942 w Żarach) – radziecki wojskowy, generał porucznik, Bohater Federacji Rosyjskiej.

## Życiorys
Urodził się we mieście Tarusa w rodzinie robotniczej.
W 1915 roku powołany do armii rosyjskiej, w 1916 roku ukończył Telawiwską Szkołę Chorążych. Następnie walczył na Froncie Południowo-Zachodnim.
Po wybuchu rewolucji październikowej udał się do Moskwy, gdzie w lutym 1918 roku wstąpił do oddziału Czerwonej Gwardii. W 1919 roku wstąpił do Rosyjskiej Komunistycznej Partii (bolszewików).
W czasie wojny domowej w Rosji brał udział w walkach na Froncie Południowym i Kaukaskim, gdzie kolejno był dowódcą kompanii, batalionu, pułku, brygady, szefem sztabu dywizji, komendantem oddziału kolejowego 11 Armii, dowódcą samodzielnego korpusu oddziału pociągów pancernych. Od lutego 1921 roku dowódca 33 Dywizji.
Po zakończeniu wojny domowej od lipca 1921 roku komendant Drugiego Moskiewskiego Kursu Dowódców Piechoty. W 1922 roku ukończył wyższy kurs dowódców. W lutym 1924 roku mianowany zastępccą dowódcy i szefem wydziału politycznego 14 Dywizji Strzeleckiej, a w kwietniu 1924 roku został dowódcą 19 Tambowskiej Dywizji Strzeleckiej. W 1927 roku wyjechał do Chin, gdzie został doradcą wojskowym. Po powrocie z Chin w 1928 roku został dowódcą 18 Jarosławskiej Dywizji Strzeleckiej. W tym czasie ukończył kurs wyższych dowódców Armii Czerwonej.  W 1930 roku ukończył studia na wydziale dowodzenia Wojskowej Akademii Politycznej, po czym w marcu 1931 roku został dowódcą 3 Korpusu Strzeleckiego, a w grudniu 1933 roku dowódcą 12 Korpusu Strzeleckiego. W 1933 roku ukończył studia w Akademii Wojskowej im. M. Frunzego.
Od maja 1937 roku kolejno: dowódca Nadwołżańskiego Okręgu Wojskowego (maj 1937 – październik 1937), Zabajkalskiego Okręgu Wojskowego (listopad 1937 – czerwiec 1938), Orłowskiego Okręgu Wojskowego (lipiec 1938 – maj 1940), Północnokaukaskiego Okręgu Wojskowego (czerwiec 1940 – sierpień 1940), Zakaukaskiego Okręgu Wojskowego (sierpień 1940 – grudzień 1940). W styczniu 1941 roku został I zastępcą generalnego inspektora piechoty Armii Czerwonej.
Po ataku Niemiec na ZSRR został dowódcą 21 Armii, dowodząc nią w walkach obronnych na kierunku mohylewskim Frontu Zachodniego, a następnie pod Smoleńskiem. 7 sierpnia 1941 roku został dowódcą Frontu Centralnego, którym dowodził do momentu jego rozwiązania 25 sierpnia 1941 roku. Został wtedy zastępcą dowódcy Frontu Briańskiego, w skład którego weszły wojska rozwiązanego Frontu Centralnego.
W dniach 1-17 października 1941 był organizatorem i dowódcą odtwarzanej 10 Armii, następnie 33 Armii. Wziął udział w bitwie pod Moskwą, a następnie w kontrofensywie.
Dowodzona przez niego armia wzięła udział w operacji rżewsko-wiaziemskiej, w trakcie której część wojsk 33 Armii oraz 1 Gwardyjski Korpus Kawalerii i 4 Korpus Powietrznodesantowy znalazły się w okrążeniu na tyłach wroga. Gen. Jefriemow został dowódcą tych oddziałów i dowodził nimi w czasie walk na tyłach wroga.
19 kwietnia 1942 roku w czasie przebijania się sztabu 33 Armii przez pozycje niemieckie we wsi Żary został ciężko ranny, aby nie dostać się do niewoli niemieckiej popełnił samobójstwo.
Ciało znalezione przez Niemców, początkowo pochowane zostało na cmentarzu we wsi Słobodka. Po wyzwoleniu wsi Słobodka w 1943 roku zwłoki ekshumowano i przeniesiono na cmentarz w Wiaźmie.
Dekretem Prezydenta Federacji Rosyjskiej z dnia 31 grudnia 1996 roku pośmiertnie został wyróżniony tytułem Bohatera Federacji Rosyjskiej za bohaterstwo i odwagę wykazaną w walce z hitlerowskim najeźdźcą w Wielkiej Wojnie Ojczyźnianej 1941–1945.

## Awanse
- komdiw (20.11.1935)
- komkor (1937)
- komandarm 2 rangi (1939)
- generał porucznik (04.06.1940)

## Odznaczenia
- Bohater Federacji Rosyjskiej (pośmiertnie, 31.12.1996)
- Order Lenina
- Order Czerwonego Sztandaru (dwukrotnie)
- Order Czerwonego Sztandaru Pracy
- Medal jubileuszowy „XX lat Robotniczo-Chłopskiej Armii Czerwonej”